# Dallina profundis
Dallina profundis är en armfotingsart som beskrevs av Konjukova 1957. Dallina profundis ingår i släktet Dallina och familjen Dallinidae. Inga underarter finns listade i Catalogue of Life.